# Lydella columbina
Lydella columbina là một loài ruồi trong họ Tachinidae.